# Igor Sartori
Igor Sartori (Rio de Janeiro, 8 januari 1993) is een Braziliaans voetballer.

## Carrière
Sartori begon zijn carrière in 2011 bij Kashima Antlers in de J1 League. In 2012 keerde hij terug naar Brazilië waar hij voor CR Flamengo ging spelen. Hij tekende in 2017 bij Tai Po FC. Met deze club werd hij in 2019 kampioen van de Hong Kong Premier League. Hierna kwam hij uit voor R&F (Hong Kong), Meizhou Hakka FC, Ventforet Kofu en Kitchee SC.